# تيد كريستوفر
تيد كريستوفر (بالإنجليزية: Ted Christopher)‏ هو سائق سباق أمريكي، ولد في 5 يونيو 1958 في Plainville, Connecticut ‏ في الولايات المتحدة، وتوفي في 16 سبتمبر 2017 في نورث برانفورد في الولايات المتحدة.

## وصلات خارجية
- تيد كريستوفر على موقع Racing-Reference.info (الإنجليزية)